# Aidenbachstraße (stanice metra v Mnichově)
Aidenbachstraße je stanice mnichovského metra. Leží na lince U3.